# Spaarndam

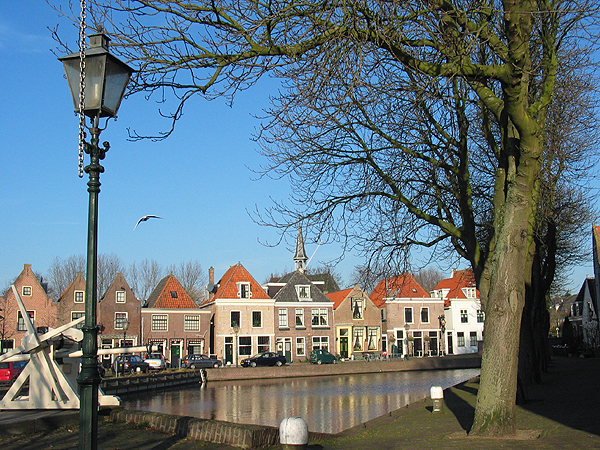
De Westkolk

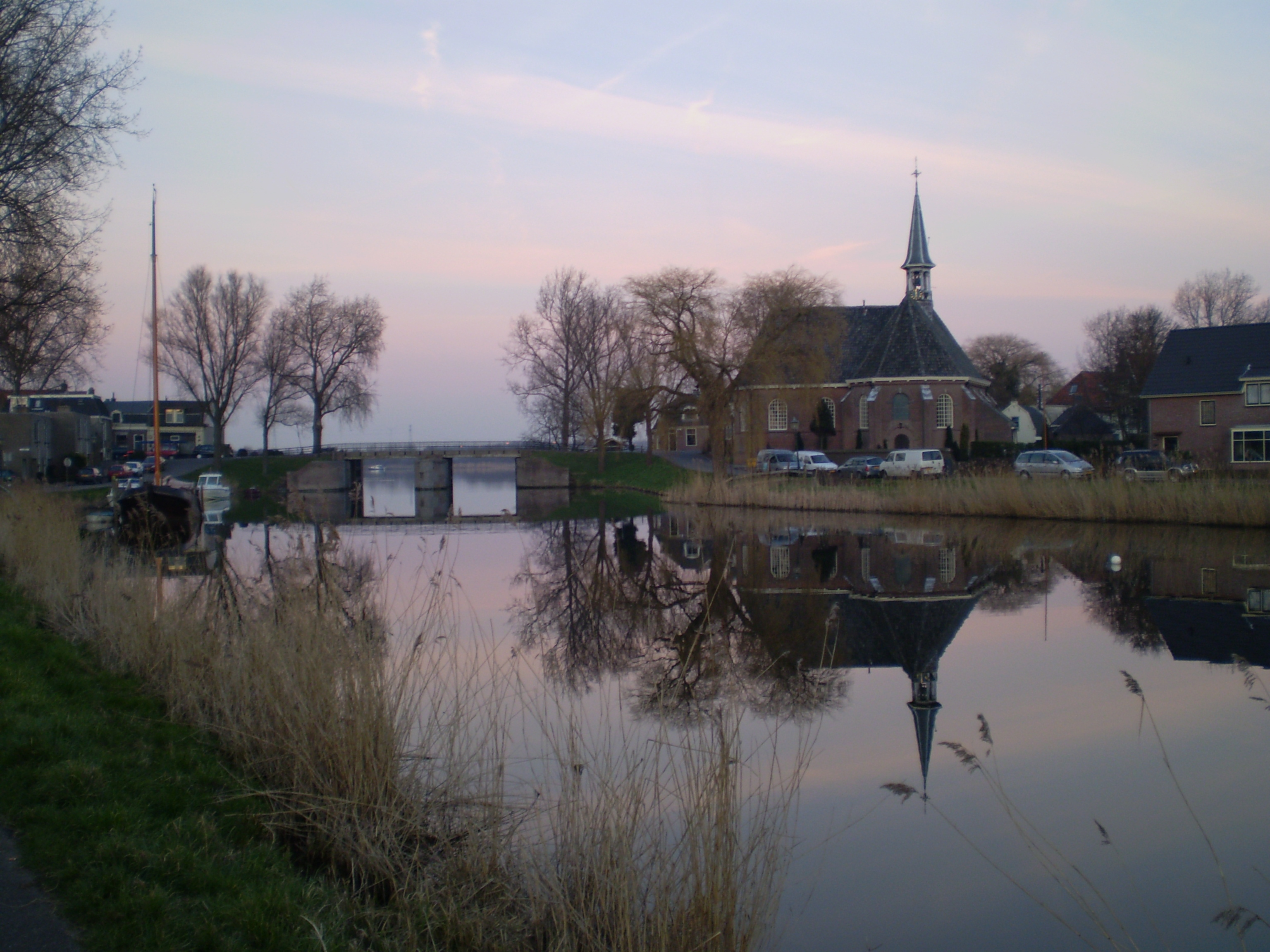
Oude Kerk

Spaarndam ist ein Dorf in der Provinz Nordholland. Es liegt an der Spaarne, die innerhalb des Ortes die Grenze zwischen den Gemeinden Haarlem und Haarlemmermeer bildet.

## Geschichte
Spaarndam entstand auf einem Deich, den Graf Florens V. von Holland 1285 an der Mündung der Spaarne in das IJ errichten ließ. Der IJdijk war zeitweise die einzige Landverbindung zwischen Haarlem und Amsterdam. Die Bewohner lebten vom Wegzoll und von der Fischerei. Zwischen 1812 und 1927 war Spaarndam eine eigenständige Gemeinde. Durch Einpolderungen und die wachsende Bevölkerungszahl in der Randstad, dehnte sich der Ort im 19. und 20. Jahrhundert vor allem im Osten und Süden stark aus. Heute leben in Spaarndam vor allem Berufspendler. Spaarndam ist außerdem ein beliebter Ausflugsort.

## Sehenswürdigkeiten
In Spaarndam-West ist das historische Ortsbild, das zu den ersten geschützten der Niederlande zählt, weitestgehend erhalten. Hier befinden sich u. a. die 1627 nach einem Sturm wiedererrichtete Alte Kirche (Oude Kerk), der malerische Hafen de Westkolk, eine alte Schleusenanlage und eine traditionelle Aalräucherei. Außerhalb des ursprünglichen Dorfkerns befinden sich zwei Forts und weitere Verteidigungsanlagen der Stellung von Amsterdam. Auf dem IJdeich zeigt ein Standbild die aus der amerikanischen Literatur stammende Figur Hansje Brinker beim Abdichten eines Loches im Deich. Das vom niederländischen Tourismusverband VVV errichtete Standbild symbolisiert den langen und mühsamen Kampf des holländischen Volkes gegen das Wasser.

## Persönlichkeiten
- Frans Hals (ca. 1580–1666, Maler) heiratete am 12. Februar 1617 Lysbeth Reyniers in Spaarndam.
- Nicolaus Samuelis Cruquius (1678–1754, Wasserbauingenieur und Kartograf) lebte und starb in Spaarndam. Sein Grabstein befindet sich in der Alten Kirche (Oude Kerk).
- Simon Kuipers (* 1982, Eisschnellläufer) lebt in Spaarndam.